# Colégio de Santa Rosa de Lima
O Colégio de Santa Rosa de Lima é um colégio católico privado de Macau.

## História
Em 1903, as Irmãs Franciscanas Missionárias de Maria instalaram-se em Macau, onde começaram a desenvolver trabalho missionário ligado ao ensino. Nesse mesmo ano, o bispo D. João Paulino de Azevedo e Castro (1902-1918) confiou-lhes o Colégio de Santa Rosa de Lima, que era dirigido pelas Filhas Canossianas da Caridade desde 1889. Antes das canossianas, o colégio, naquela altura chamado de recolhimento, albergou as clarissas, cujo convento foi destruído por um incêndio em 1824. Com o falecimento da última clarissa em 1875, o recolhimento passou a chamar-se de Colégio de Santa Rosa de Lima.
As línguas de ensino do colégio foram o português, o inglês e o cantonês. Mas, depois da transição da soberania de Macau para a República Popular da China (1999), o português deixou de ser uma língua de ensino.